# Ой, къде изчезна Ной! 2
„Ой, къде изчезна Ной! 2“ (на английски: Ooops! The Adventure Continues/Two by Two: Overboard!) е компютърна анимация от 2020 г. на режисьорите Тоби Генкел и Шон Маккормик, по сценарий на Ричи Конрой и Марк Ходкинсън. Филмът е продължение на „Ой, къде изчезна Ной!“ от 2015 г.

## В България
В България филмът излиза по кината на 25 февруари 2022 г. от „Про Филмс“.

### Синхронен дублаж
| Роля          | Изпълнител |
| ------------- | --- |
| Фини          | Георги Ламбрев |
| Лия           | Десислава Чардаклиева |
| Хейзъл        | Милена Маркова – Маца |
| Пач           | Елисавета Господинова |
| Дейв          | Георги Стоянов |
| Ленард        | Ненчо Балабанов |
| Вожд Клайд    | Христо Узунов |
| Меди          | Боряна Петрова |
| Медальона     | Явор Караиванов |
| Други гласове | Михаела Тюлева Петър Калчев Лина Шишкова Максим Шишков Петър Каменов Жана Донева Татяна Етимова Росен Пенчев Ангелина Русева Евгения Ангелова Ива Стоянова Сотир Мелев Симеон Дамянов Марио Иванов Виктор Иванов |

| Обработка           | студио „Про Филмс“                 |
| ------------------- | ---------------------------------- |
| Преводач            | Димана Воденичарска                |
| Тонрежисьори        | Детелина Ралчевска Станислав Донев |
| Режисьор на дублажа | Анна Тодорова                      |